# Leandro Gelpi
Leandro Gelpi, vollständiger Name Leandro Gelpi Rosales (* 27. Februar 1991 in Montevideo) ist ein uruguayischer Fußballspieler.

## Karriere

### Verein
Der nach Angaben seines Vereins 1,85 Meter große, „El Toto“ genannte Torhüter Gelpi stammt aus den Jugendmannschaften des Club Atlético Peñarol. 2009 wurde er von Trainer Julio Ribas in den Erstligakader Peñarols beordert. Für die Aurinegros bestritt er in der Folgezeit seit der Clausura 2012 elf Partien in der Primera División und ein Spiel der Copa Libertadores. Seit der Clausura 2013 stand er auf Leihbasis beim Stadtrivalen Racing unter Vertrag. Dort kam er in der Clausura 2013 siebenmal und in der Apertura 2013 bis zu seinem letzten Einsatz am 14. Dezember 2013 viermal in der Liga zum Zuge. Zur Clausura 2014 kehrte er zu Peñarol zurück, wurde aber in dieser Halbserie in keinem Ligapflichtspiel eingesetzt. In der Spielzeit 2014/15 lief er ebenfalls in keinem Erstligaspiel für die „Aurinegros“ auf und wurde sodann zur Apertura 2015 an den Ligakonkurrenten El Tanque Sisley ausgeliehen. In der Saison 2015/16 bestritt er dort 23 Erstligaspiele, konnte den Abstieg des Klubs aber nicht verhindern. Anschließend kehrte er zum leihgebenden Klub zurück und verlängerte er seinen Vertrag bei Peñarol bis 2017. Er wurde Gelpi sodann erneut – dieses Mal an den kolumbianischen Verein La Equidad – ausgeliehen. Bislang (Stand: 25. Juli 2017) stehen dort 13 Erstligaeinsätze und fünf in der Copa Colombia für ihn zu Buche.

### Nationalmannschaft
Gelpi gehörte der uruguayischen U-20-Auswahl an. Von seinem Debüt an, das er unter Trainer Juan Verzeri am 31. Juli 2010 im Spiel gegen Paraguay feierte, bestritt er nach Angaben der AUF insgesamt acht Begegnungen mit der U-20. Er nahm mit dem Team an der U-20-Weltmeisterschaft 2011 in Kolumbien teil. 2012 war Arias Mitglied der Olympiamannschaft Uruguays bei den Olympischen Sommerspielen in London. Ein Einsatz in diesem Team ist nach Angaben der AUF aber nicht zu verzeichnen.